# Schronisko w Winnicy Drugie
Schronisko w Winnicy Drugie, Schronisko w Winnicy II, Schronisko w Górze Winnicy w Tyńcu II – schronisko na wzgórzu Winnica w Tyńcu. Pod względem administracyjnym należy do Dzielnicy VIII Dębniki w Krakowie. Pod względem geograficznym znajduje się na Wzgórzach Tynieckich na Pomoście Krakowskim w obrębie makroregionu Bramy Krakowskiej. Wzgórza te włączone zostały w obszar Bielańsko-Tynieckiego Parku Krajobrazowego.

## Opis obiektu
Schronisko znajduje się pod czarnym okapem skały Skurwysyn od strony Wisły. Jego otwór ma wysokość do 10 m i szerokość 6,5 m. Schronisko składa się głównie z dużej nyży przechodzącej w szczelinę. Końcowy jej fragment znajdujący się około 1 m powyżej dna był obrabiany, wskutek czego powstało zagłębienie o wymiarach około 2 × 3 m.
Skały, w których powstała jaskinia, to skaliste wapienie z jury późnej. Schronisko jest suche i w całości oświetlone. Nacieków brak. Namulisko składa się z próchnicy zmieszanej z wapiennym gruzem.

## Historia
Schronisko znane jest od dawna. Było też wykorzystywane – świadczą o tym zachowane w nim ślady przeróbki. W latach 70. XX wieku na otaczających go ścianach zaczęli się wspinać krakowscy wspinacze. Poprowadzili we wnęce schroniska oraz na jego brzegu i na okapie nad schroniskiem 9 trudnych dróg wspinaczkowych (VI–VI.6 w skali krakowskiej). Zamontowali na nich stałe punkty asekuracyjne (ringi i stanowiska zjazdowe).
Schronisko opisał Kazimierz Kowalski w 1951 roku.

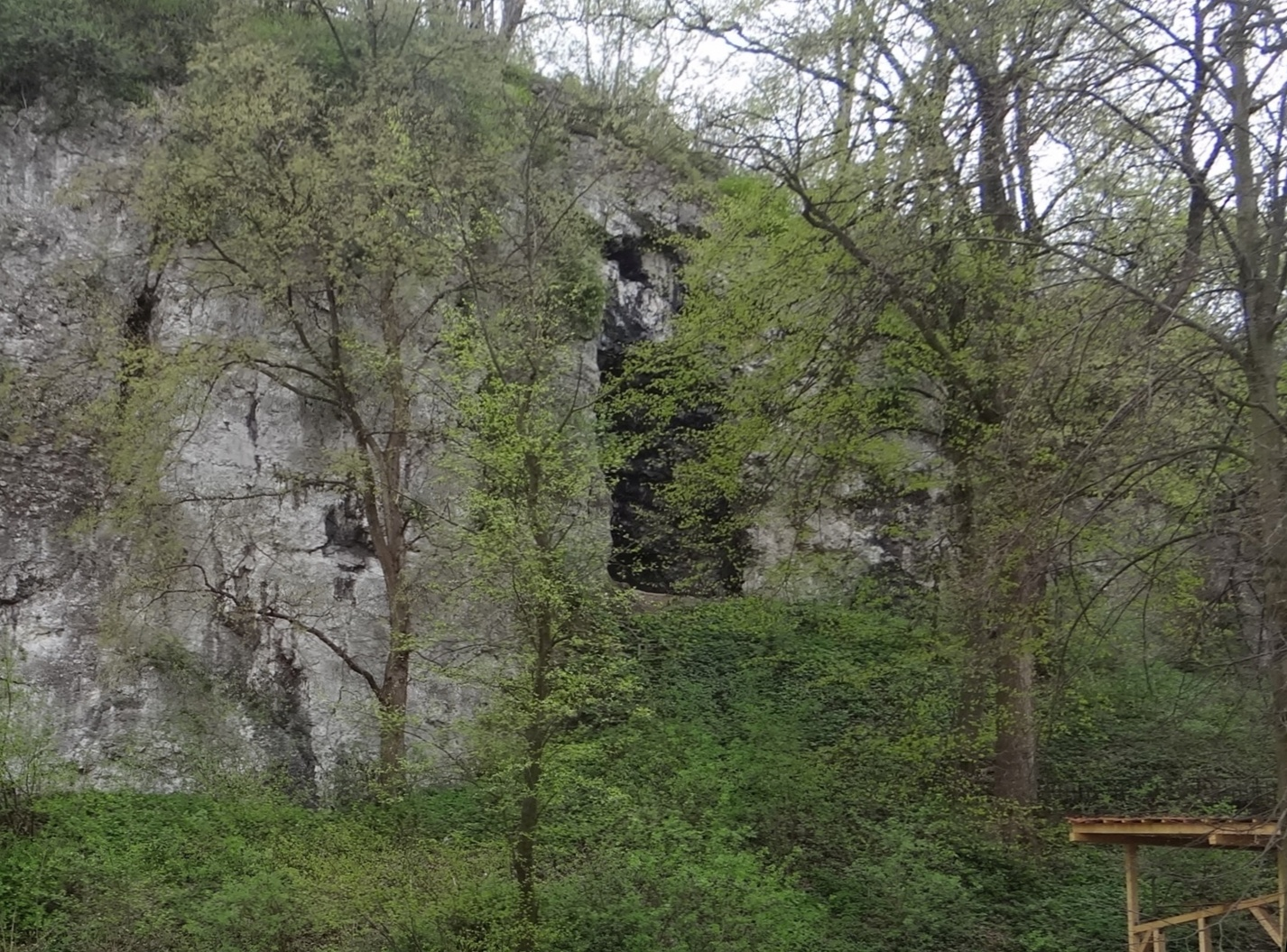
Skurwysyn z dużym i ciemnym otworem schroniska
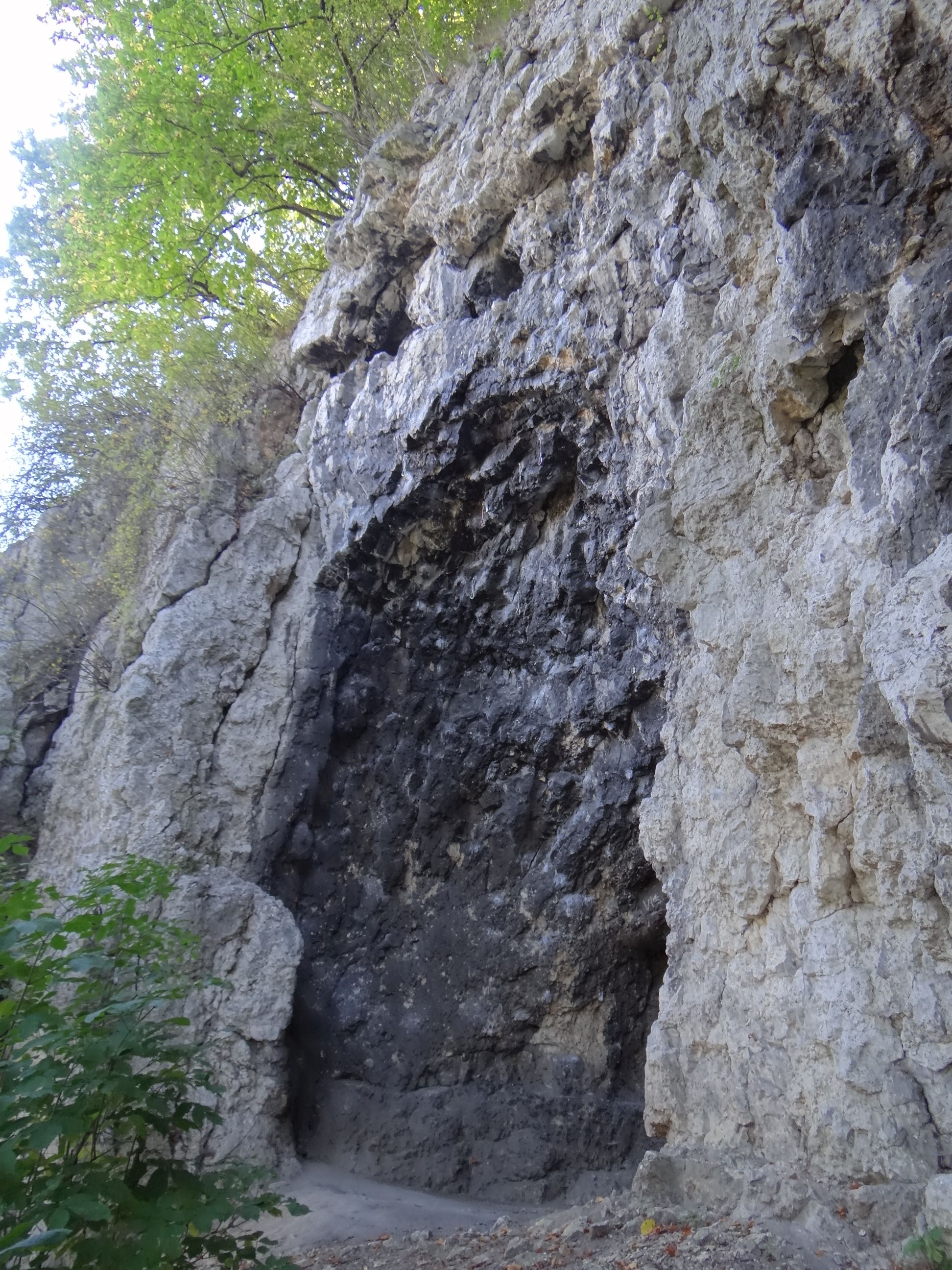
Schronisko
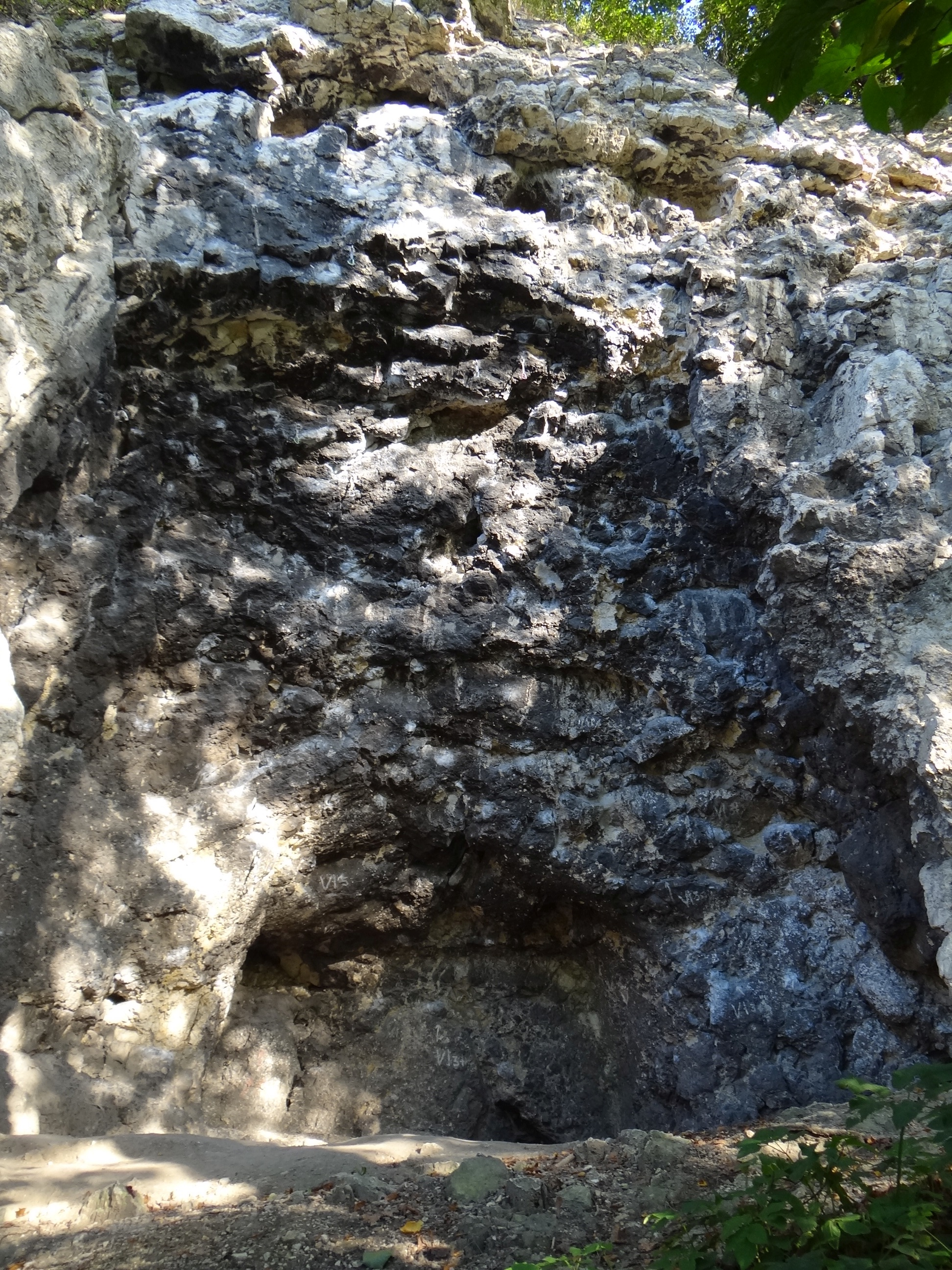
Otwór
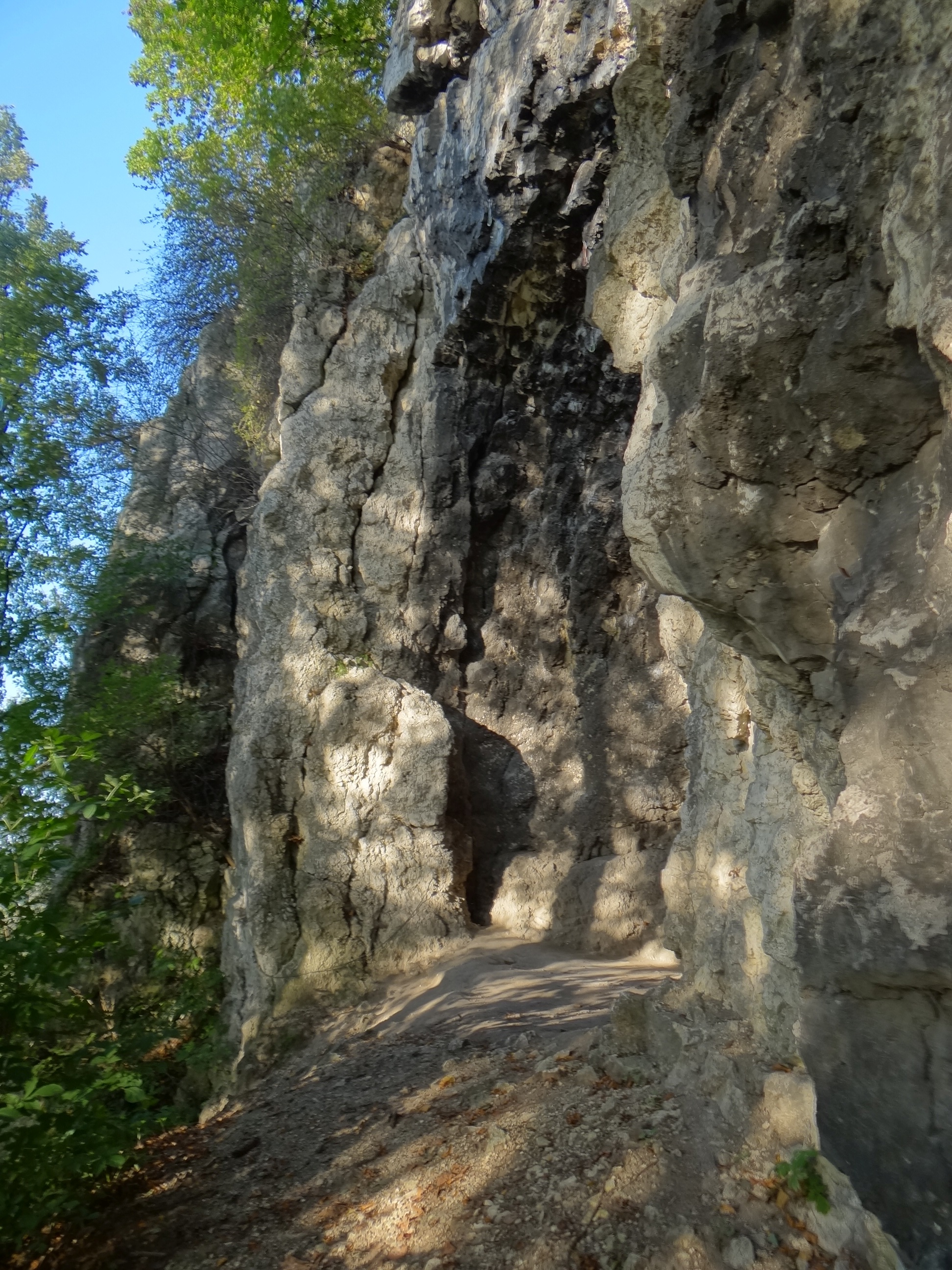
Schronisko
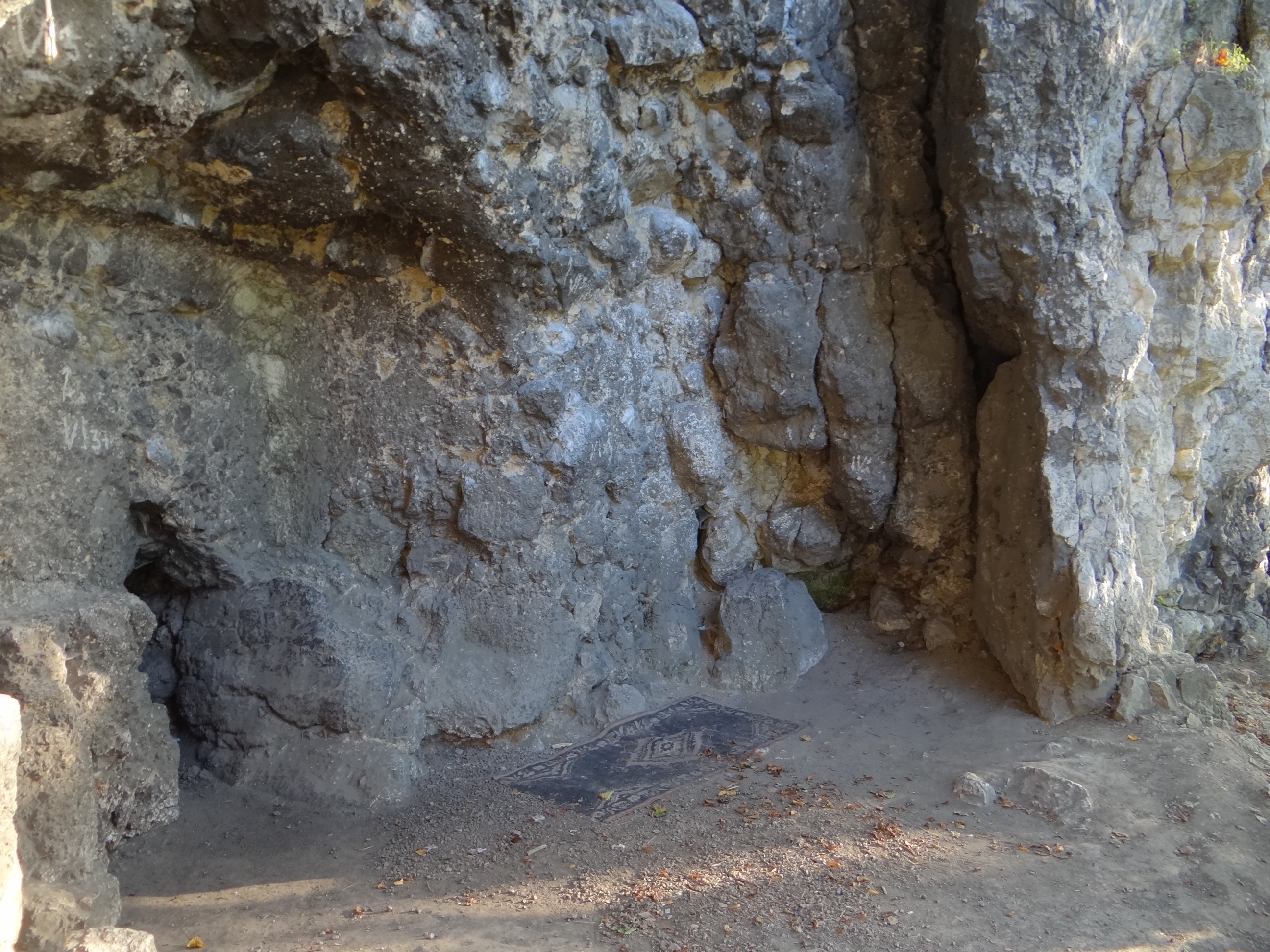
Wnęka